# Josef Plíhal
RNDr. Josef Plíhal (12. března 1904 Koberovy u Železného Brodu – 9. října 1973 Turnov) byl český politik a podnikatel.

## Život
Studoval Státní reálku v Turnově a později přírodní vědy na Karlově univerzitě, kde působil jako asistent na katedře aplikované matematiky a v geofyzikálním ústavu. Své vzdělání ještě doplnil na univerzitách v Paříži a Štrasburku. Byl členem Jednoty českých matematiků a fyziků.
V roce 1928 přesídlil do Turnova, kde začal podnikat v oboru skleněných perlí a imitací a rovněž se zde zapojil do politiky. V roce 1935 byl jmenován radou Obchodní a živnostenské komory v Hradci Králové, rok nato členem předsednictva Národohospodářského ústavu v Mladé Boleslavi. V roce 1935 byl zvolen za živnostenskou stranu do okresního zastupitelstva a současně za člena okresního výboru. V květnu roku 1938 byl Dr. Plíhal za živnostenskou stranu zvolen do obecního zastupitelstva a později za starostu města Turnova.
Starostou města Turnova byl zvolen 17. června 1938 působil do roku 1941. Za jeho velkého přičinění se začala stavět městská nemocnice, dálkový plynovod, činžovní domy a byly vykoupeny pozemky pro Obchodní akademii a Živnostenskou školu. Německá okupace dolehla i na něj. Nejprve po Mnichovu obstarával práci a ubytování pro uprchlíky z pohraničí, později pomáhal několika pronásledovaným lidem a jen zázrakem unikl sám zatčení při heydrichiádě. Po válce byl křivě obviněn z kolaborace, ovšem verdiktem okresního soudu v Turnově byl v roce 1947 všech obvinění zbaven.
Následný převrat v roce 1948 však znamenal nová obvinění. Opět byl obviněn z kolaborace a později také z toho, že peníze, které vlastnila Čsl. strana lidová, které byl předsedou, nepředal Národní frontě, ale rozdal je všem členům podle výše jejich příspěvků. Vše bylo víceméně vykonstruované a tehdejší státní moc se ho tímto chtěla zbavit jako mnoha dalších lidí a odstranit ho ze společenského a politického života Turnovska. Krom penežitého trestu, který mu byl na tehdejší dobu uložen v horentní výši, strávil pak léta 1953–1957 ve vězení ve Valdicích. Po návratu z vězení se vrátil do Koberov, kde žil u svého bratra Ludvíka Plíhala, jelikož všechen majetek v Turnově včetně bytu mu byl znárodněn.
České zemi zůstal věrný, o emigraci se nepokoušel, přestože jeho žena Jarmila roz. Valhová měla v zahraničí příbuzné. V roce 1968 žádal o rehabilitaci. K té však důsledkem další okupace a normalizace došlo až v roce 1990 in memoriam. Zemřel 9. října 1973 a pochován je v rodinné hrobce Valhových u Mariánského kostela v Turnově.